# Rogue One: История от Междузвездни войни
„Rogue One: История от Междузвездни войни“ (на английски: Rogue One: A Star Wars Story) или просто „Rogue One“ е американски научнофантастичен филм на режисьора Гарет Едуардс и е първи в поредицата „Антология“ на „Междузвездни войни“. Действието на филма се развива в периода между епизоди III и IV от основната поредица, както и непосредствено след анимационния сериал „Междузвездни войни: Бунтовниците“. Премиерата му се състои на 16 декември 2016 г.

## Сюжет
След създаването на Галактическата империя, бойци от силите на бунтовниците се обединяват за трудна мисия – да откраднат плановете за Звездата на смъртта, преди тя да бъде използвана за засилване на властта на императора.